# Haploniscus hydroniscoides
Haploniscus hydroniscoides är en kräftdjursart som beskrevs av Yakov Avadievich Birstein1963. Haploniscus hydroniscoides ingår i släktet Haploniscus och familjen Haploniscidae. Inga underarter finns listade i Catalogue of Life.